# ماتیاس بریتکروتز
ماتیاس بریتکروتز (انگلیسی: Matthias Breitkreutz؛ زادهٔ ۱۲ مهٔ ۱۹۷۱) بازیکن فوتبال اهل آلمان است.
از باشگاه‌هایی که در آن بازی کرده‌است می‌توان به باشگاه فوتبال آگسبورگ، باشگاه فوتبال لوکوموتیو لایپزیگ، باشگاه فوتبال دینامو برلینر، باشگاه فوتبال آرمینیا بیله‌فلد، باشگاه فوتبال استون ویلا، باشگاه فوتبال هانزا روستوک، و باشگاه فوتبال زاربروکن اشاره کرد.